# 澳洲雞冠胎䲁
澳洲雞冠胎䲁（學名：Cristiceps australis），為輻鰭魚綱䲁形目胎䲁科雞冠胎䲁屬的一個種，分布於澳洲南部海域，深度可達30公尺，本魚體延長略側扁，眼上方及鼻孔有觸鬚，從眼睛到嘴後部有明顯的深色斜帶，前緣為銀色，體色棕色至黃色或綠色，第一背鰭較高，不與第二背鰭相連，背鰭硬棘29-32枚、背鰭軟條6-8枚、臀鰭硬棘2枚、臀鰭軟條24-26枚，體長可達18公分，棲息在岩石區海藻生長的潮池，雌魚產附著性卵，雄魚會守護卵，幼魚為浮游性，生活習性不明。